# Totchtawan Sripan
Totchtawan Sripan  (thaï : ธชตวัน ศรีปาน), anciennement Tawan Sripan (thaï : ตะวัน ศรีปาน), né le 13 décembre 1971 à Saraburi, est un footballeur thaïlandais reconverti entraîneur. Il jouait au poste de milieu offensif.
Entraînant actuellement le Saraburi FC, dans le championnat d'Indonésie, il était à l'époque de sa carrière sportive active un international dans l'équipe de Thaïlande.